# Oathean
Oathean (오딘), prononcé oh-THEEN, est un groupe de black metal sud-coréen, originaire de Séoul. 

## Biographie
Le groupe est initialement formé en 1993 sous le nom d'Odin par Kim Min-su. Après trois ans sous ce nom, le groupe change pour Oathean en 1996 après le départ de Min-su, qui sera remplacé par Kim Do-su au chant. En 1997, le groupe enregistre sa première démo, qui est suivie, un an plus tard en 1998, d'un premier album studio intitulé The Eyes of Tremendous Sorrow en indépendant,.
En décembre 2004, leur album Fading Away Into the Grave of Nothingness est annoncé le 22 février 2005 aux États-Unis, et en Amérique du Sud, par le label The End Records. En 2008, le groupe est annoncé au Dongducheon Rock Festival les 14 et 17 août, notamment aux côtés d'Anthrax.
En 2010, Oathean publie son album homonyme. En février 2013, Oathean annonce un concert spécial quinzième anniversaire pour leur premier album The Eyes of Tremendous Sorrow qu'il prévoit d'effectuer le 3 mars 2013 au V-Hall de Séoul.

## Membres

### Membres actuels
- Samuel Cho – guitare solo[1]
- Kim Do-su – guitare (1993-1996), chant, guitare rythmique (depuis 1997)[1]
- Dhemian Frost – basse (2009-2013, depuis 2014)[1]
- Jeong Young-shin – batterie (depuis 2012)[1]

### Anciens membres
- Park Yong-Hee – basse[1]
- Park Yong-Hee – basse[1]
- Moon Jong-Su – basse[1]
- Park Mie-sun – basse (?-2013)[1]
- Lee Yu-Gyeong – batterie (session)[1]
- Heo Ji-Woo – batterie[1]
- Park Jae-Ryun – batterie[1]
- Kim Woon – batterie[1]
- Kim Dong-Hyeon – batterie[1]
- Jeon Seong-Man – batterie[1]
- Naamah – batterie (session)[1]
- Lee Jun-Hyeok – guitare[1]
- Lee Bun-Do – guitare[1]
- Baek Hyeon – guitare[1]
- Kim Min-Seok – guitare[1]
- Kim Hee-Tae – guitare[1]
- Lee Hee-Doo – guitare solo[1]
- Son Ji-Yeong – guitare (session)[1]
- Jang Yeo-Ji – clavier[1]
- Kim Deok-Su – clavier (Session)[1]
- Dominic Jun – inconnu[1]
- Lim Ji-Nah – chant[1]
- Gwak Ju-Lim – chant (Session)[1]
- Kim Min-su – basse, chant (1993-1996)[1]
- Lee Soo-Hyeong – batterie (1993-?)[1]
- Song Seong-Hwan – guitare (1993-?)[1]
- Gu Hae-Ryeong – clavier (2001-?)[1]
- Savage – batterie (2007-?)[1]
- Jung Kyoung-hoon – guitare solo (2013)[1]

### Membres de session
- Isaac – basse (2013)[1]

## Discographie
- 1997 : Demo '97 (démo)
- 1998 : The Eyes of Tremendous Sorrow
- 2001 : When All Memories Are Shattered (EP)
- 2001 : Ten Days in Lachrymation
- 2003 : The Last Desperate 10 Years as Ever
- 2004 : Fading Away into the Grave of Nothingness
- 2005 : The Eyes of Tremendous Sorrow + As a Solitary Tree Against the Sky
- 2008 : Regarding All the Sadness of the World
- 2010 : Oathean